# Hard Rock Hallelujah
Hard Rock Hallelujah (em português: Aleluia Hard Rock) foi a canção que representou a Finlândia no Festival Eurovisão da Canção 2006 que se desenrolou em Atenas, na Grécia no dia 20 de maio desse ano.
A referida canção foi interpretada em inglês por Lordi. Na semi-final foi a décima-quinta canção a ser interpretada, a seguir á canção da Ucrânia "Show Me Your Love", cantada por Tina Karol e antes da canção de Holanda "Amambanda", cantada pelas Treble. Terminou a competição em 1.º lugar com 292 pontos, conseguindo passar á final.
Na final foi a décima-sétima a ser interpretada na noite do festival, a seguir à canção da Grécia "Everything", cantada por Anna Vissi e antes da canção da Ucrânia "Show Me Your Love", cantada por Tina Karol. Terminou a competição em 1.º lugar (entre 24 participantes), tendo recebido um total de 292 pontos.

## Autores
| Autores                 |
| ----------------------- |
| Letrista: Mr. Lordi     |
| Compositores: Mr. Lordi |

## Charts
| Chart (2006)                                   | Melhor posição |
| ---------------------------------------------- | -------------- |
| Áustria (Ö3 Austria Top 75)                    | 2              |
| Bélgica (Ultratop 50 de Flandres)              | 2              |
| Bélgica (Ultratop 50 da Valônia)               | 21             |
| Europa (Eurochart Hot 100 Singles)             | 4              |
| Finlândia (Suomen virallinen lista)            | 1              |
| O campo songid é OBRIGATÓRIO PARA PARADA ALEMÃ | 5              |
| Grécia (Greek Singles Chart)                   | 6              |
| Países Baixos (Single Top 100)                 | 27             |
| Noruega (VG-lista)                             | 9              |
| Suécia (Sverigetopplistan)                     | 8              |
| Suíça (Schweizer Hitparade)                    | 5              |
| Turquia (Turkish Singles Chart)                | 14             |
| UK Singles (The Official Charts Company)       | 25             |